# Claude Chastillon

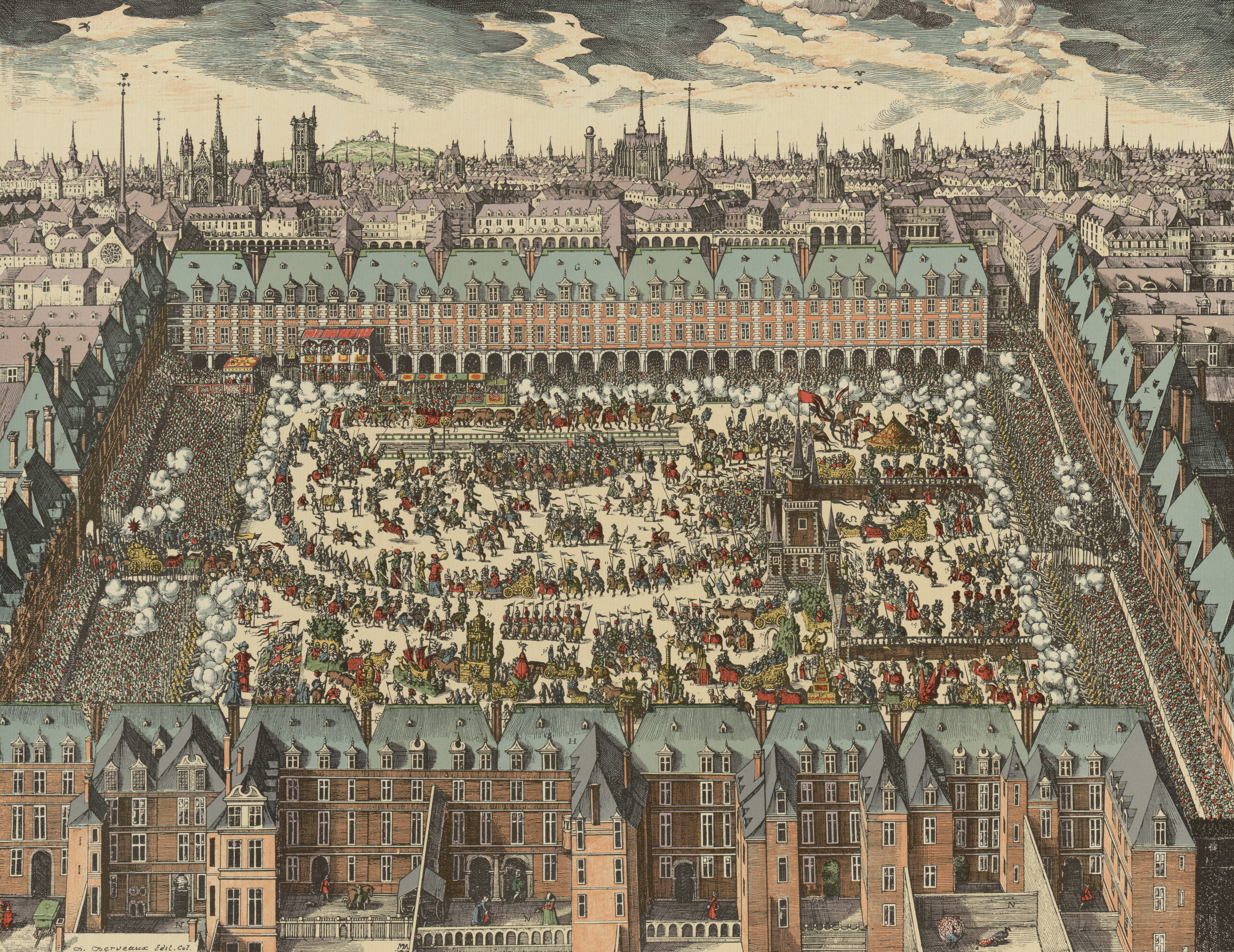
Festlichkeiten zur Einweihung der „Place Royalle“ im April 1612 (Stich von Claude Chastillon)

Claude Chastillon (* 1559 oder 1560 in Châlons-en-Champagne, Frankreich; † 27. April 1616 in Paris) war ein bedeutender französischer Architekt, Topograph und Graveur.
Chastillon wurde 1592 Topograph im Dienste des französischen Königs Heinrich IV. Seine wichtigsten Projekte als Architekt waren das Hôpital Saint-Louis, das zwischen 1607 und 1611 errichtet wurde, sowie der Pariser Place des Vosges, dessen Bauzeit 1603 begann und 1612 endete.